# Kim Szungil (labdarúgó)
Kim Szungil (hangul: 김승일, handzsa: 金承, RR: Kim Seung-Il; 1945. szeptember 2. –) észak-koreai válogatott labdarúgó.
Az Észak-koreai válogatott tagjaként részt vett az 1966-os világbajnokságon.